# Znojmo
Znojmoⓘ (niem. Znaim) – miasto w Czechach, w kraju południowomorawskim, na Morawach, nad rzeką Dyją. Leży 52 km na południowy zachód od Brna, 10 km od granicy państwowej z Austrią. Jedno z najstarszych, zabytkowych miast morawskich, centrum podregionu znojemskiego w morawskim regionie winiarskim. Miasto graniczy od zachodu z Parkiem Narodowym „Podyje”. Według danych z 1 stycznia 2024, liczba mieszkańców miasta wynosi 34 160 osób (31. miejsce w kraju).

## Historia
Od VIII w. n.e. na skalistym cyplu naprzeciwko dzisiejszego centrum miasta i zamku znajdowała się ważny Wielkomorawski gród (obecnie część miasta Hradiště), który strzegł oddalonej o około 900 m przeprawy przez rzekę Dyja, gdzie przebiegał szlak handlowy z Czech przez zachodnie Morawy do Dunaju. Wewnątrz wielkomorawskiego grodu, który w VIII-X wieku kontrolował duży obszar dzisiejszych południowo-zachodnich Moraw i przyległych części Dolnej Austrii, znajdowała się rotunda św. Hipolita oraz niewielki prostokątny kościół. Gród morawski został zniszczony w 1. połowie X wieku przez Węgrów.
Założenie dzisiejszej miejscowości Znojmo nastąpiło przed rokiem 1037 (Brzetysław I), w początkach kształtowania się państwowości czeskiej, nieopodal ważnego traktu handlowego, z południa na Morawy. W 1190 r. Konrad II Otto wraz z matką założyli klasztor Louka. Prawa miejskie w 1226 r. nadał król Przemysł Ottokar I. Miasto zostało poważnie zniszczone podczas wojen husyckich. W latach 1740−1763 rujnujące straty gospodarcze i ekonomiczne wywołane wojnami śląskimi króla Prus, Fryderyka Wielkiego. W 1767 r. w piekarni Dobscha przy ul. Obrokové terminował 16-letni (w przyszłości święty) Klemens Maria Hofbauer. W dniach 7−11 lipca 1809 r. w Znojmie i okolicach, zaraz po bitwie pod Wagram, wycofujące się pokonane wojska austriackie stoczyły krwawe walki ze ścigającą je francuską Wielką Armią Napoleona. W bitwie pod Znojmem straty Cesarstwa Francji wyniosły 2 tysiące zabitych, rannych i jeńców, natomiast Cesarstwo Austriackie straciło 9 tys. żołnierzy.
W XIX wieku rozwój miasta zdynamizowało doprowadzenie kolei i odkrycie złóż kaolinu, co przyczyniło się do rozwoju przemysłu ceramicznego w mieście. Fabryka ceramiki Aloisa Klammertha od 1851 roku produkowała brązową ceramikę szkliwioną, białą ceramikę sanitarną i fajans. W latach 70. XIX wieku fabryka współpracowała z wiedeńskimi artystami ze Szkoły Sztuk Stosowanych. W Znojmie powstała też firma Ditmara, znana z produkcji ceramiki sanitarnej.
W 1900 roku w Znojmie mieszkało 14 584 Niemców i 2032 Czechów. Rozwój miasta został zahamowany przez I wojnę światową. W czasie rozpadu Austro-Węgier jesienią 1918 roku Znojmo stało się centrum separatystycznego regionu niemieckich Moraw Południowych, który odmówił przyłączenia się do nowo powstałej Czechosłowacji i powołując się na zadeklarowane przez prezydenta Woodrowa Wilsona prawo do samostanowienia, ogłosił przynależność do niemieckiej Austrii. Dopiero na skutek interwencji wojskowej 16 grudnia 1918 r. Znojmo i okolice zajęły wojska czechosłowackie. W okresie międzywojennym w Znojmie zaczęły zmieniać się stosunki narodowościowe poprzez zwiększenie osiedlającej się w nim populacji czeskiej. W 1945 roku został zbombardowany dworzec kolejowy w Znojmie i kilka ulic, a następnie miasto zajęły oddziały Armii Czerwonej. W kolejnych latach z miasta zostali przez władze czechosłowackie wysiedleni pozostali tam jeszcze Niemcy.

## Ważniejsze zabytki
- Rotunda św. Katarzyny, romańska, z XII wieku.; wewnątrz bardzo cenne naścienne malowidła z 1134 r., przedstawiające władców czeskich z dynastii Przemyślidów. Odrestaurowane freski w 1949 są jednym z najwartościowszych przykładów malarstwa romańskiego.
- Kościół św. Mikołaja, gotycki, z 1338 r., przebudowany w XV wieku. Jedna z najciekawszych monumentalnych budowli sakralnych na Morawach. Dobrze zachowane gotyckie dekoracje. Cenne barokowe wyposażenie wnętrza. Pierwszy kościół w tym miejscu i pod tym wezwaniem znany jest z wyobrażenia na monetach pochodzących z 1103 r., w XIII w. była to główna świątynia miejska, jednakże spaliła się w pierwszej połowie XIV w. (w 1335 r.) Obecny, trójnawowy kościół zaczęto wznosić etapami w 1338 r., a ukończono w 1440 r. Wkrótce po ukończeniu gmachu dobudowano gotycki chór i cztery kaplice boczne. Świątynia miała dwie wieże, jednak obie zbudowano wadliwie i z powodu zagrożenia runięciem musiano je rozebrać: północną w 1422 i południową w 1838 r. Po rozebraniu tej ostatniej podjęto decyzję o wzniesieniu nowej wieży na przedłużeniu zachodniej osi kościoła. Wieża ta stanęła w 1848 r. w stylu neogotyckim.
- Kościół św. Hipolita, z 1221 r., przebudowany w stylu późnobarokowym. W środku freski wybitnego malarza późnego baroku, Franza A. Maulbertscha i rzeźby A. Schweigela.
- Kaplica św. Wacława, powstała po 1512 r., rzadki przykład późnogotyckiej świątyni dwupiętrowej.
- Kościół Dominikanów, po pożarze przebudowany na barokowy. Wewnątrz wysokiej wartości dzieła, m.in. J. L. Krackera i J. Winterhaltera.
- Zamek, przebudowany w XVII i XVIII w. na barokowy. Wybudowany na miejscu wcześniejszej, romańskiej twierdzy. Obecnie Muzeum Południowych Moraw o bogatych zbiorach.
- Wieża ratuszowa, gotycka, z lat 1445−48, wysoka na 79,5 m, wyraźnie dominująca nad Starym Miastem. Punkt widokowy. Ratusz został zniszczony w czasie radzieckiego nalotu podczas ostatniej wojny.
- Kamienice mieszczańskie, gotyckie, z XIII−XVI w.
- Znojemskie podziemia, z XIII−XVII w. Łączna długość wszystkich podziemnych korytarzy o 4. kondygnacjach − około 30 km. Czas przejścia podziemnej trasy turystycznej − 40 minut. Wejście do podziemi: ul. Slepici trh 2.
- Fragmenty średniowiecznych murów miejskich, z XIV−XVI w., z wieżą i późnogotyckimi basztami.
- Klasztor Louka, premonstratensów, gmach z 1748 r. Obecnie Centrum Win Znovin Znojmo, jedna z największych w Europie piwnic przechowujących około 1 mln. butelek wina. Muzeum Wina.

- Most kolejowy (przez rzekę Dyja, na linii kolejowej Znojmo-Šatov-Retz, na południowo-zachodnim szlaku Wiedeń-Praga). Zabytek techniki z 1871 r., projekt J. Brik, długość 220 m, wysokość 48 m.

## Miejskie dzielnice
1. Derflice
2. Kasárna
3. Konice
4. Mramotice
5. Načeratice
6. Oblekovice
7. Popice
8. Přimetice
9. Znojmo

## Demografia
| Rok             | 1970   | 1980   | 1991   | 2001   | 2003   | 2021   | 2024   |
| --------------- | ------ | ------ | ------ | ------ | ------ | ------ | ------ |
| Liczba ludności | 29 645 | 34 550 | 36 134 | 35 758 | 35 280 | 33 775 | 34 160 |

Źródło: Czeski Urząd Statystyczny

## Gospodarka
W mieście rozwinął się przemysł spożywczy, maszynowy, elektrotechniczny, skórzany, ceramiczny oraz drzewny.

## Sport
- 1. SC Znojmo − klub piłkarski
- Orli Znojmo − klub hokejowy

## Ochrona przyrody
- Park Narodowy „Podyje”, rozpoczynający się na zachodnich obrzeżach miasta, położony wzdłuż 26-km odcinka krętej i głębokiej (do 220 m) doliny rzeki Dyja, w skalistym Masywie Czeskim.

## Galeria

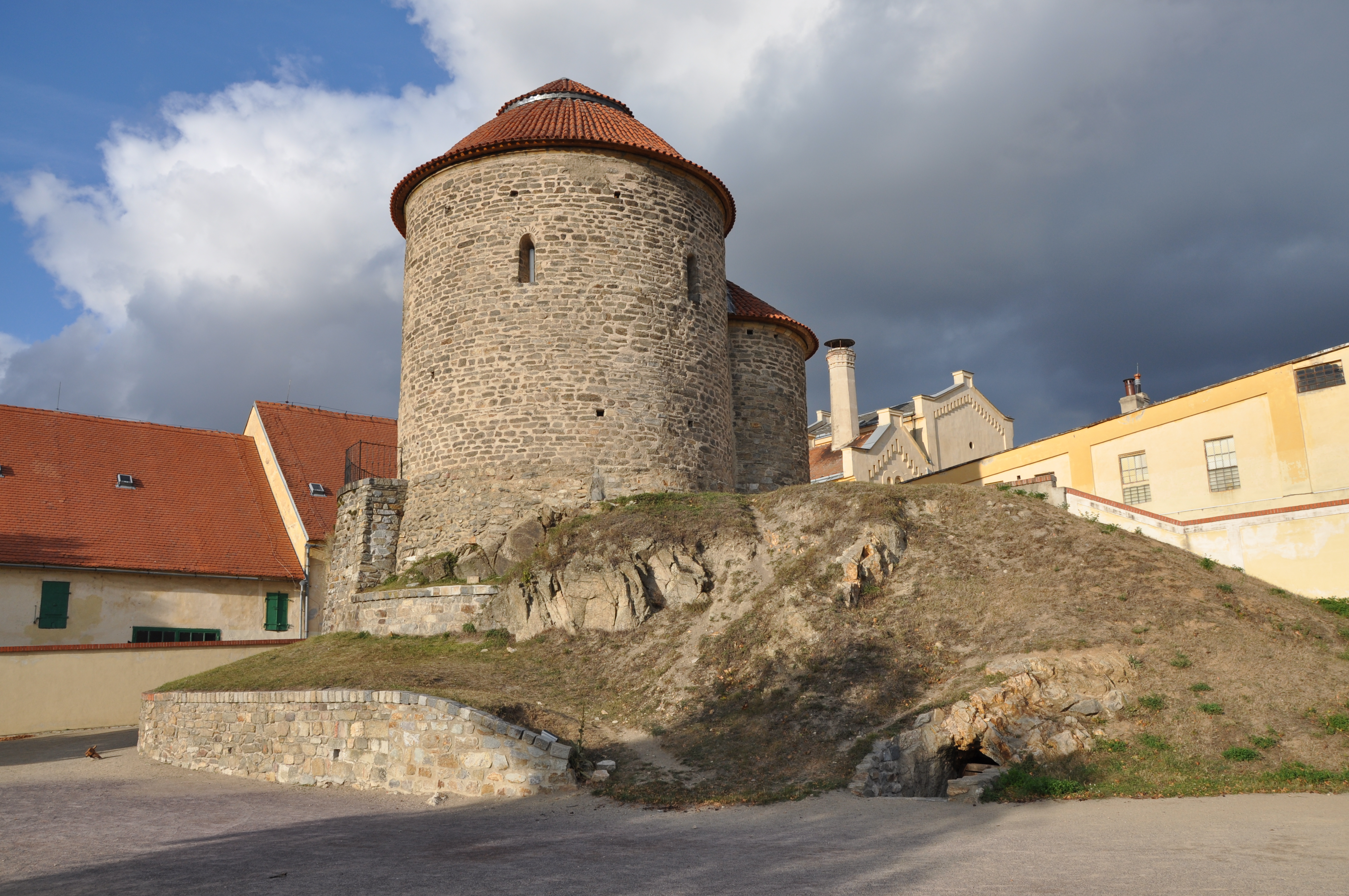
Rotunda Najświętszej Maryi Panny i św. Katarzyny
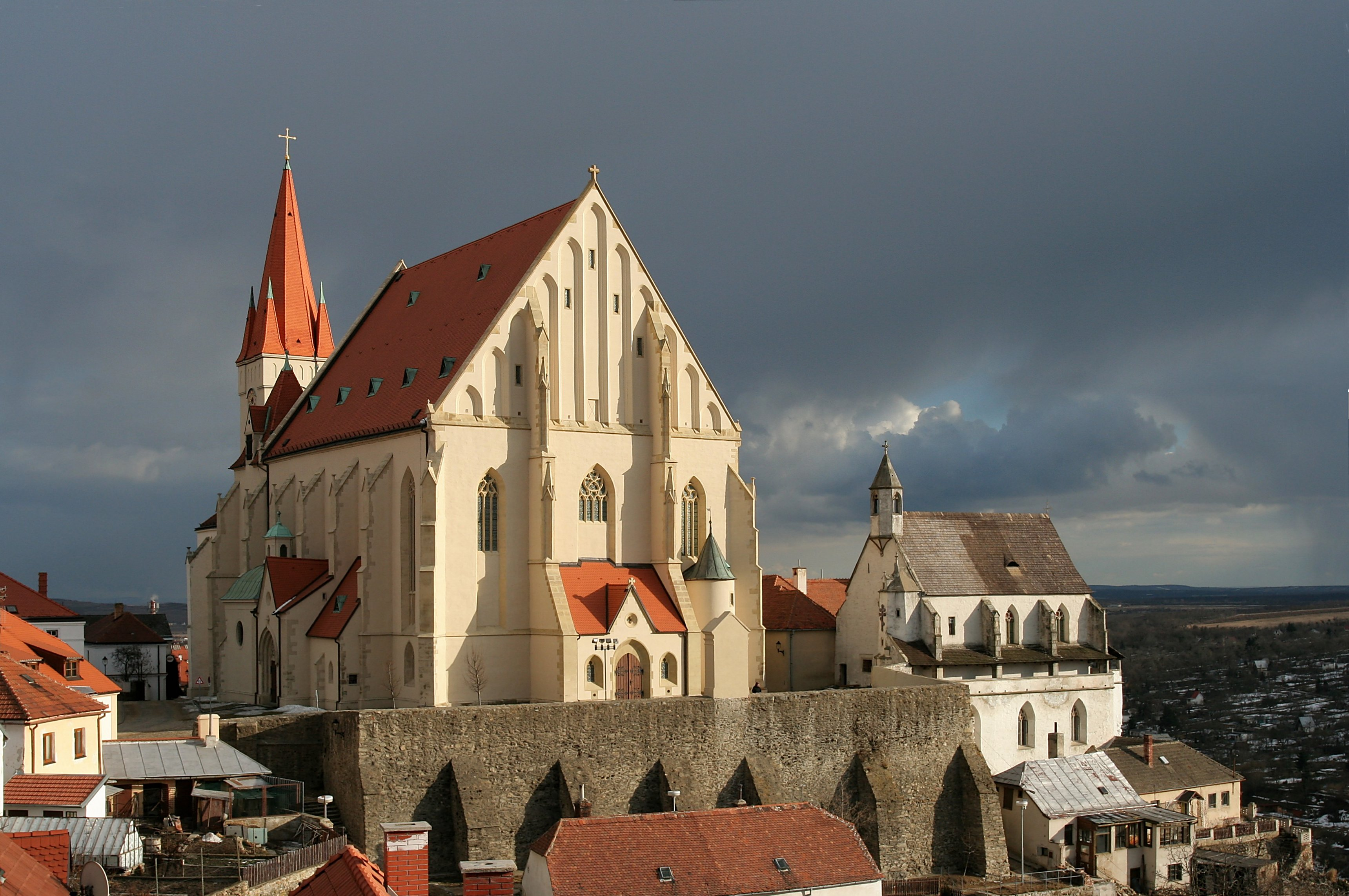
Po lewej kościół św. Mikołaja (1338 r.), po prawej kaplica św. Wacława (po 1512 r.)
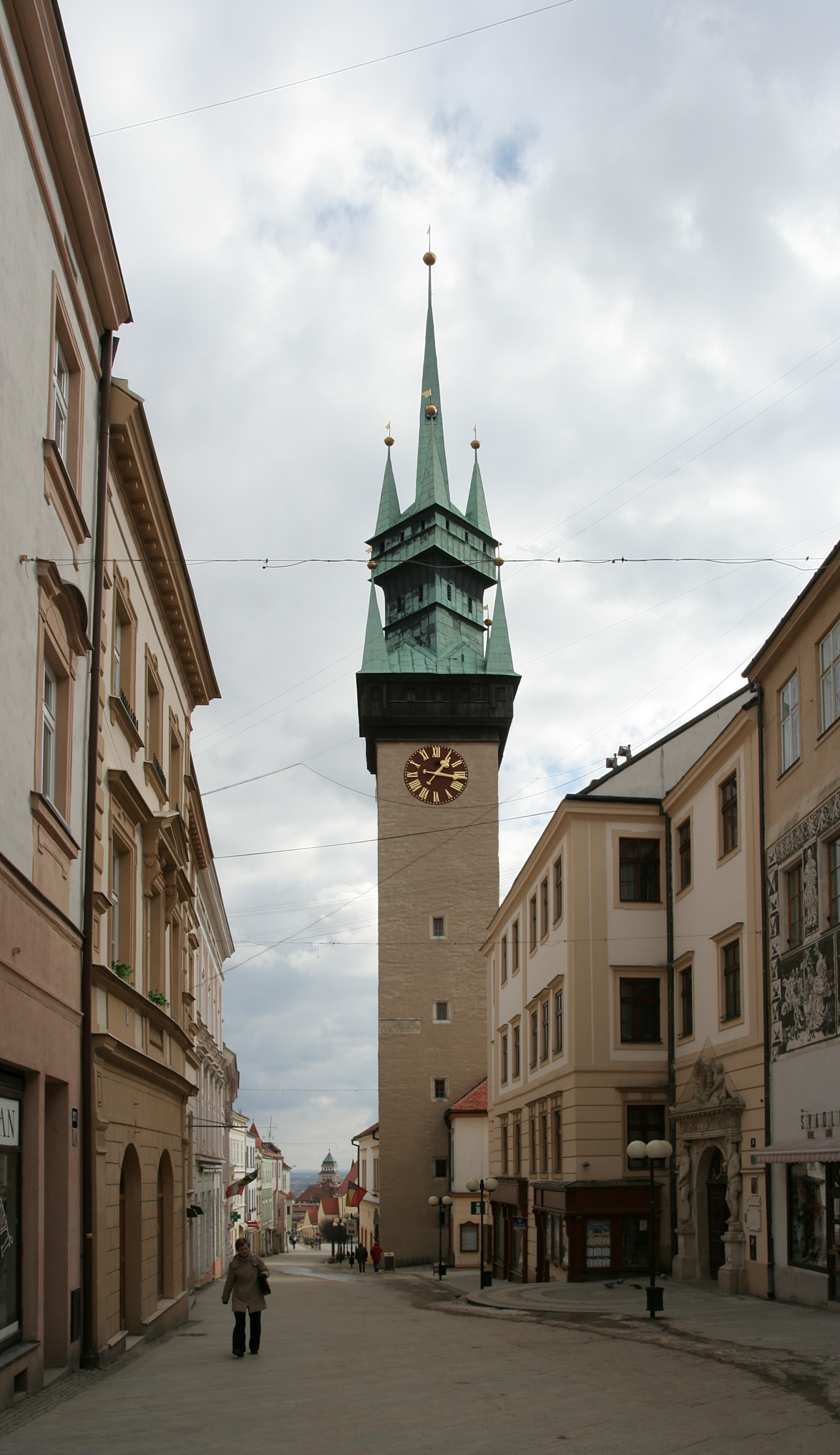
Znojmo, gotycka wieża ratuszowa (1445−1448)
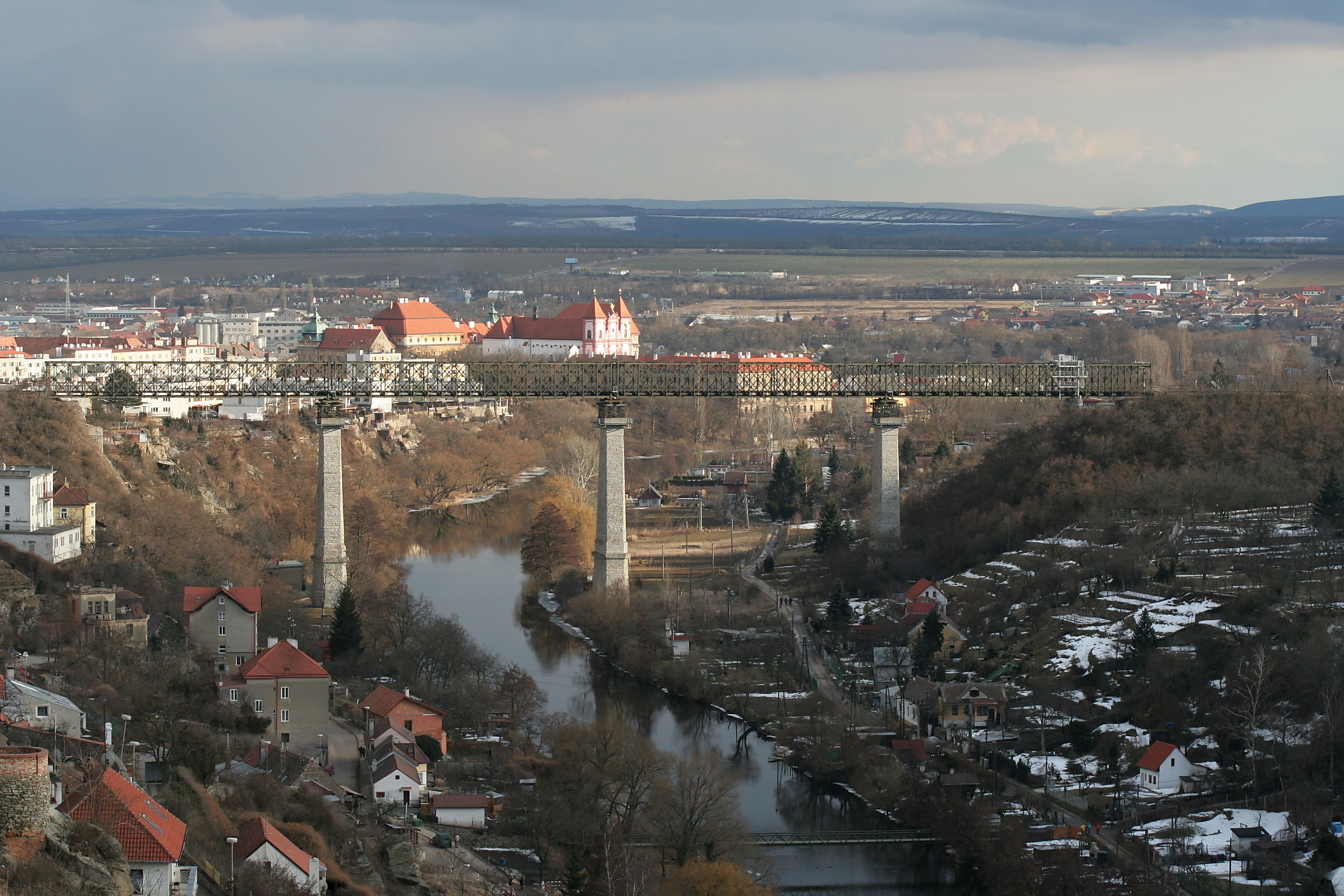
Most kolejowy (1871 r.), proj. J. Brik, dł. 220 m, wys. 48 m
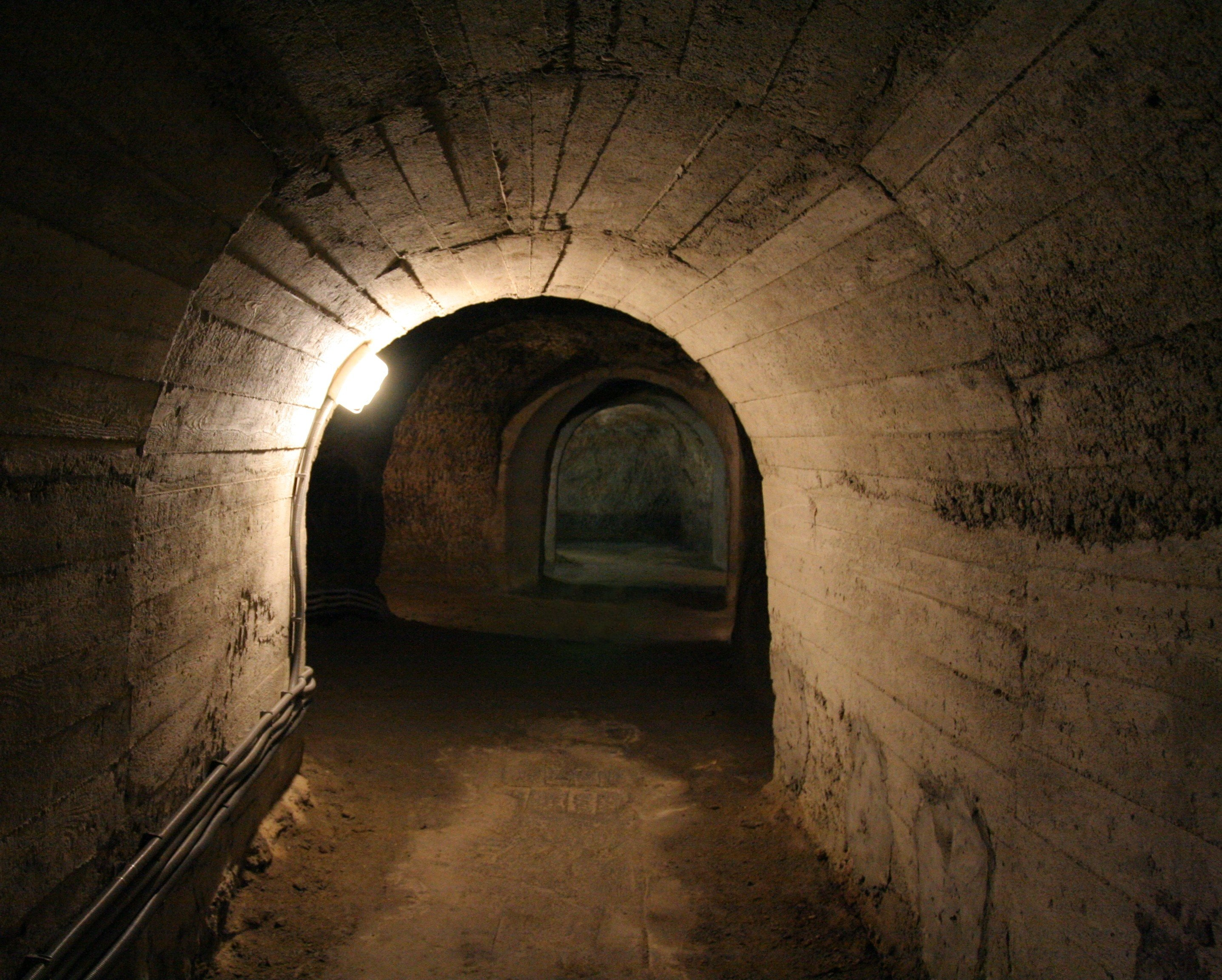
Podziemna trasa turystyczna (XIII−XVII w.)
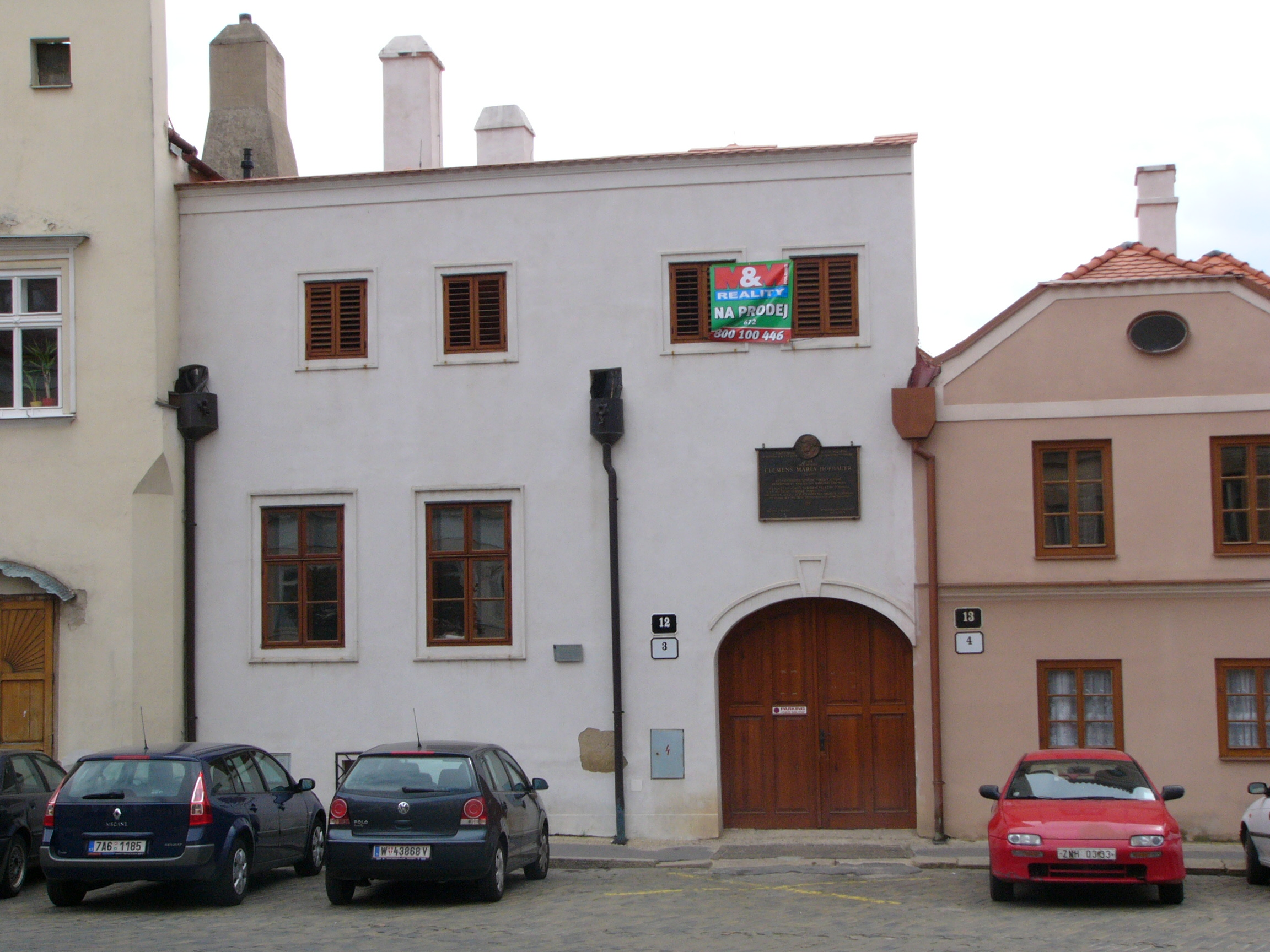
Znojmo. Dom mistrza piekarskiego Matthiasa Dobscha, u którego w 1767 św. Klemens uczył się zawodu piekarza
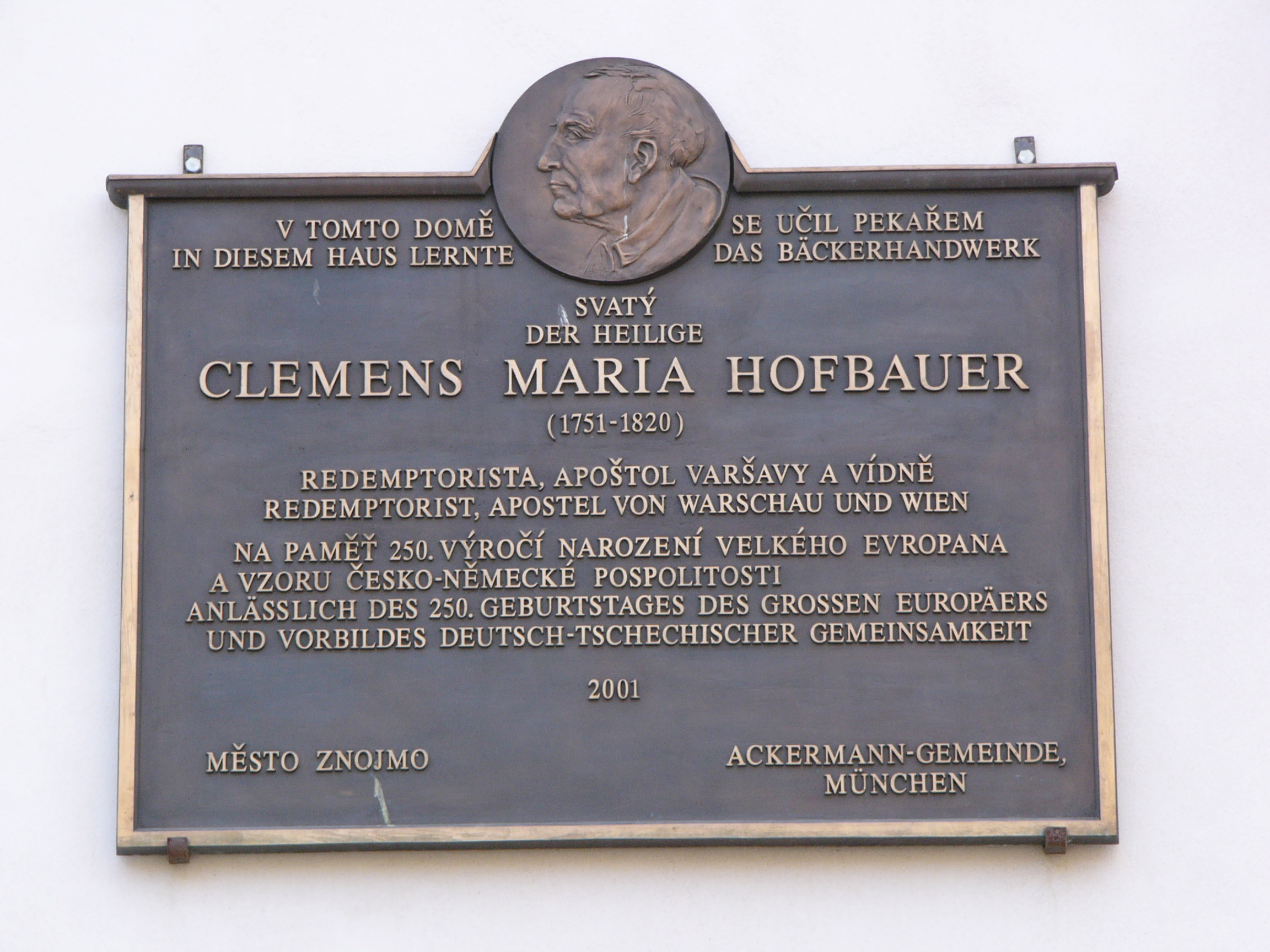
Znojmo. Tablica pamiątkowa nad wejściem domu, w którym w 1767 św. Klemens uczył się zawodu piekarza
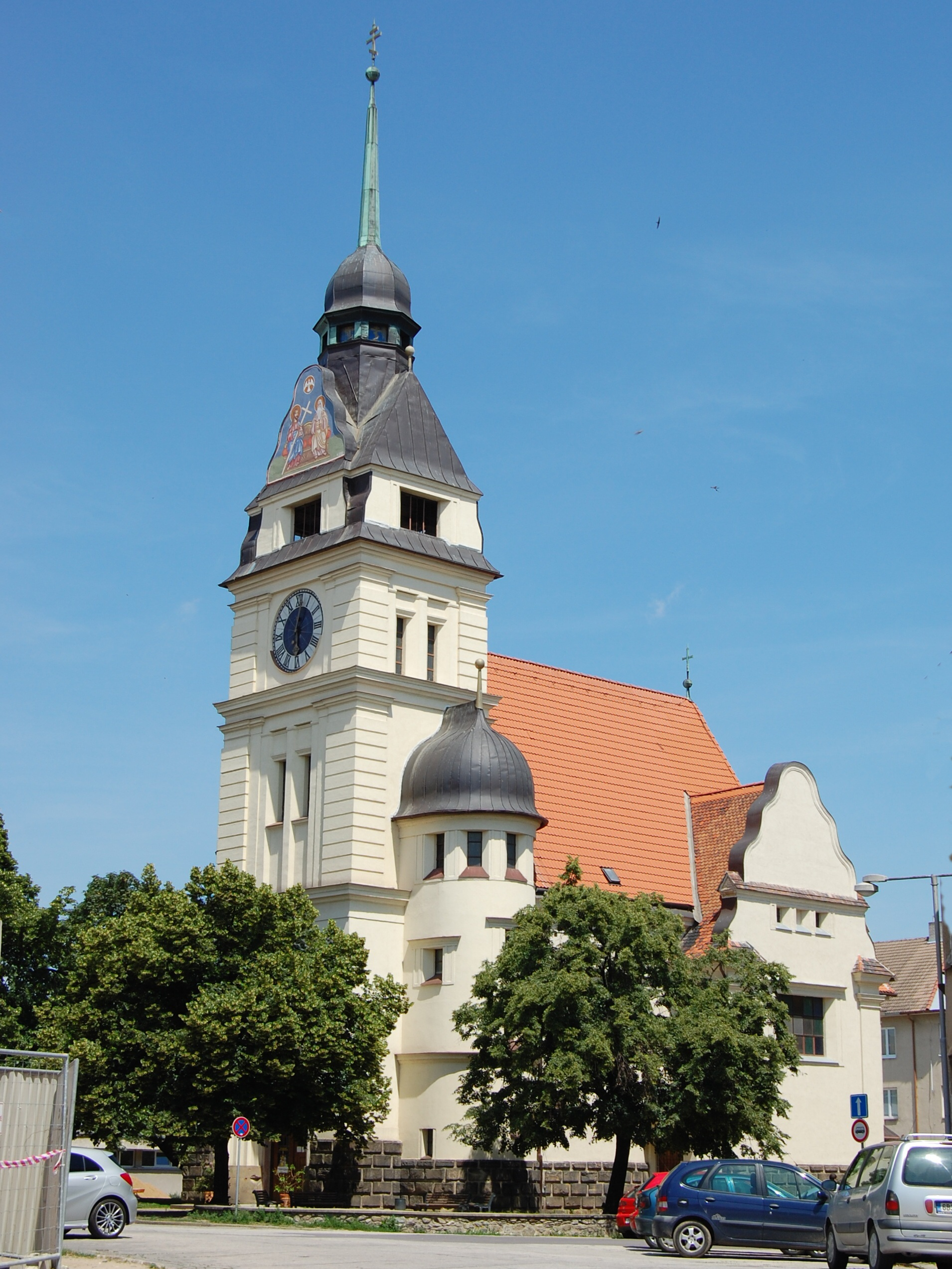
Cerkiew prawosławna pw. św. Rościsława, dawny kościół luterański (1910–1911)
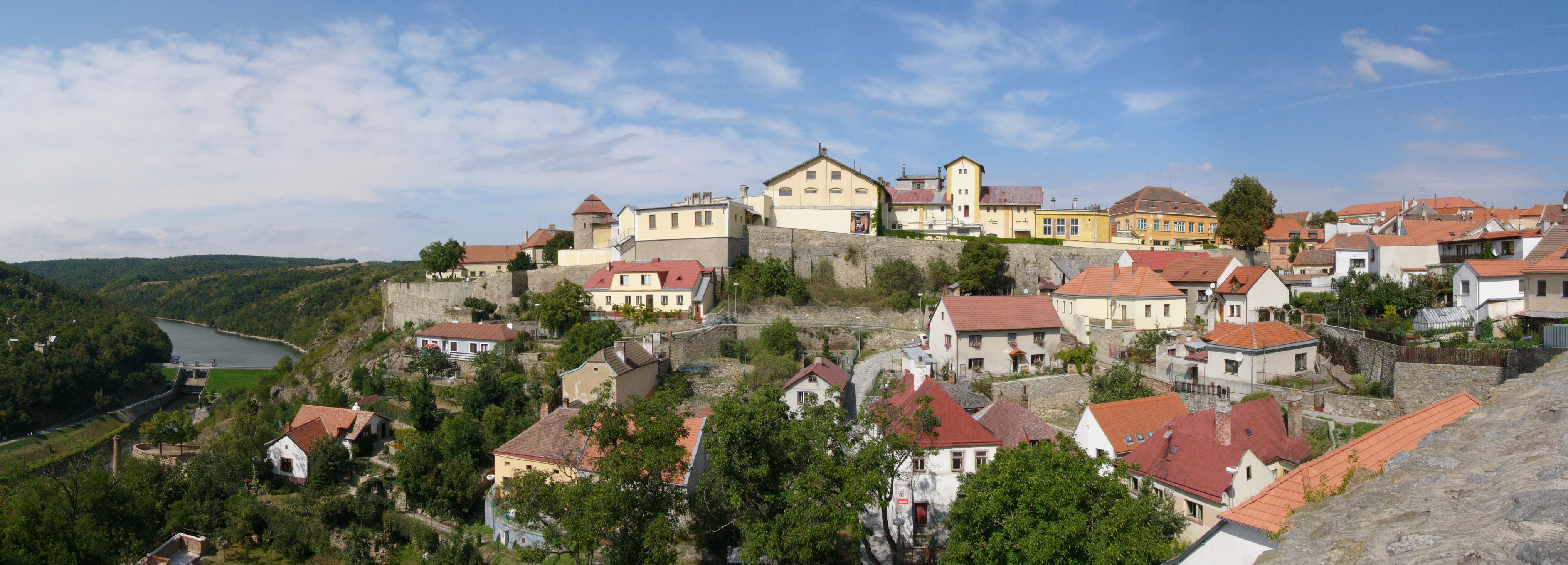
Panorama Znojma

## Miasta partnerskie
- Strzegom
- Harderwijk
- Pontassieve
- Nowe Zamki
- Retz
- Torgau
- Trydent